# خربقان
خربقان یا خربقی (نام علمی: Epipactis) نام یک سرده از تیره ثعلبیان است.